# Nati nel 1983/Giugno
| Questa pagina contiene informazioni ricavate automaticamente dalle voci biografiche con l'ausilio del template Bio e di un bot. L'aggiornamento è periodico e automatico e ricostruisce completamente la pagina. Se manca una persona in questa lista, sei pregato di non aggiungerla, ma accertati piuttosto che la sua voce biografica contenga il template Bio e che i dati anagrafici siano correttamente compilati. Se il template Bio manca, inseriscilo tu stesso o, in alternativa, metti l'avviso {{tmp\|Bio}} che ne segnala la mancanza. Se i dati riportati sono sbagliati, correggi direttamente la voce biografica; le modifiche saranno visibili in questa lista entro pochi giorni. Per chiarimenti vedi il progetto biografie. La lista contiene solo le 413 persone che sono citate nell'enciclopedia e per le quali è stato implementato correttamente il template Bio. Pagina aggiornata al 2 ago 2025. |

- 1º giugno - Lauren Breadmore, ex tennista australiana
- 1º giugno - Sylvia Hoeks, attrice e modella olandese
- 1º giugno - Michal Hubník, allenatore di calcio e ex calciatore ceco
- 1º giugno - Abderazzak Jadid, allenatore di calcio e ex calciatore marocchino
- 1º giugno - Fabien Laurenti, ex calciatore francese
- 1º giugno - Ilie Daniel Popescu, ex ginnasta rumeno
- 1º giugno - Moustapha Salifou, calciatore togolese
- 1º giugno - Jeremy Transue, ex sciatore alpino statunitense
- 1º giugno - Orlin Vallecillo, calciatore honduregno
- 1º giugno - Renzo Vera, ex calciatore argentino
- 2 giugno - Maxime Baca, ex calciatore francese
- 2 giugno - Diana Gandega, ex cestista francese
- 2 giugno - Leela James, cantante statunitense
- 2 giugno - Ronny König, ex calciatore tedesco
- 2 giugno - Toni Livers, fondista svizzero
- 2 giugno - Stephen Nicol, rugbista a 15 italiano
- 2 giugno - Delia Ramirez, politica statunitense
- 2 giugno - Julija Snigir', attrice e modella russa
- 2 giugno - Fredrik Stenman, dirigente sportivo e ex calciatore svedese
- 2 giugno - Timothy Thatcher, wrestler statunitense
- 2 giugno - Aleksej Tichomirov, schermidore russo
- 2 giugno - Brooke White, cantautrice statunitense
- 2 giugno - Aline Zeler, calciatrice belga
- 3 giugno - Giacomo Abbruzzese, regista, sceneggiatore e fotografo italiano
- 3 giugno - Anton Alén, pilota di rally finlandese
- 3 giugno - Ásgeir Gunnar Ásgeirsson, ex calciatore islandese
- 3 giugno - Brice Assié, cestista ivoriano
- 3 giugno - Armando Costa, ex cestista angolano
- 3 giugno - Pasquale Foggia, dirigente sportivo e ex calciatore italiano
- 3 giugno - Janine Habeck, modella tedesca
- 3 giugno - Stanislav Alexandrovič Korotkij, astronomo russo
- 3 giugno - Christian Martinelli, ex biatleta italiano
- 3 giugno - Javiera Mena, cantante cilena
- 3 giugno - Anthony Petrie, ex cestista australiano
- 4 giugno - Jon Alston, ex giocatore di football americano statunitense
- 4 giugno - Andrea Andreoli, trombonista italiano
- 4 giugno - Will Bynum, ex cestista statunitense
- 4 giugno - Cerra, ex calciatore spagnolo
- 4 giugno - Jessica Cumming, ex sciatrice freestyle statunitense
- 4 giugno - Emmanuel Eboué, ex calciatore ivoriano
- 4 giugno - Guillermo García López, ex tennista spagnolo
- 4 giugno - Angelo Gigli, ex cestista italiano
- 4 giugno - Liisi Koikson, cantante estone
- 4 giugno - Mario Ortiz, ex calciatore messicano
- 4 giugno - Koffi Ndri Romaric, ex calciatore ivoriano
- 4 giugno - Ol'ha Saladucha, triplista ucraina
- 4 giugno - Sergej Sinicyn, arrampicatore russo
- 4 giugno - David Teague, ex cestista statunitense
- 4 giugno - Leonardo Tumiotto, ex nuotatore e personaggio televisivo italiano
- 4 giugno - André Vilas Boas, ex calciatore portoghese
- 4 giugno - Abd al-Aziz bin Turki bin Faysal Al Sa'ud, principe e pilota automobilistico saudita
- 5 giugno - Marques Colston, giocatore di football americano statunitense
- 5 giugno - Sara Giuliodori, pallavolista italiana
- 5 giugno - Seid Hajrić, ex cestista bosniaco
- 5 giugno - Ulf Kristiansson, allenatore di calcio svedese
- 5 giugno - Trevor Lennen, calciatore beliziano
- 5 giugno - Luís Lourenço, ex calciatore angolano
- 5 giugno - Elżbieta Międzik, ex cestista polacca
- 5 giugno - Amina Okueva, medico ucraino († 2017)
- 5 giugno - Danito Parruque, ex calciatore mozambicano
- 5 giugno - Kirk Snyder, ex cestista statunitense
- 5 giugno - Kazuma Tomoto, cavaliere giapponese
- 6 giugno - Kellen Clemens, giocatore di football americano statunitense
- 6 giugno - Bertrand Kaï, calciatore
- 6 giugno - Afroditī Kosma, ex cestista greca
- 6 giugno - Michael Krohn-Dehli, ex calciatore danese
- 6 giugno - Juan Manuel Leguizamón, rugbista a 15 argentino
- 6 giugno - Manuela Manetta, giocatrice di squash italiana
- 6 giugno - Gianna Michaels, ex attrice pornografica statunitense
- 6 giugno - Kelela, cantautrice statunitense
- 6 giugno - Sagar Prakash Khatnani, scrittore spagnolo
- 6 giugno - Joe Rokocoko, ex rugbista a 15 neozelandese
- 6 giugno - José Ruiz, ex giocatore di calcio a 5 spagnolo
- 6 giugno - Alexander Walke, ex calciatore tedesco
- 7 giugno - Ryan Bader, artista marziale misto statunitense
- 7 giugno - Jun Marques Davidson, ex calciatore giapponese
- 7 giugno - Paolo Di Paolo, scrittore italiano
- 7 giugno - Gillian Goring, ex cestista trinidadiana
- 7 giugno - Eric Kronberg, ex calciatore statunitense
- 7 giugno - Piotr Małachowski, discobolo polacco
- 7 giugno - Alicia McCormack, pallanuotista australiana
- 7 giugno - Damaine Radcliff, attore statunitense
- 8 giugno - Gaines Adams, giocatore di football americano statunitense († 2010)
- 8 giugno - Francesco Basei, ex cestista italiano
- 8 giugno - Kim Clijsters, ex tennista belga
- 8 giugno - Sergej Čudinov, skeletonista e ex slittinista russo
- 8 giugno - Zaryn Dentzel, informatico e imprenditore statunitense
- 8 giugno - Everton Ramos da Silva, calciatore brasiliano
- 8 giugno - Florence Faivre, attrice e modella thailandese
- 8 giugno - Juliana Fedak, ex tennista ucraina
- 8 giugno - Grzegorz Fonfara, ex calciatore polacco
- 8 giugno - Álex Goikoetxea, ex calciatore spagnolo
- 8 giugno - Carmelo González, ex calciatore spagnolo
- 8 giugno - Nino Haratischwili, scrittrice e drammaturga georgiana
- 8 giugno - Peter Harrold, hockeista su ghiaccio statunitense
- 8 giugno - Pantelīs Kapetanos, ex calciatore greco
- 8 giugno - Coby Karl, allenatore di pallacanestro e ex cestista statunitense
- 8 giugno - Nizar Knioua, cestista tunisino
- 8 giugno - Céline Lecompére, ex pattinatrice di short track francese
- 8 giugno - Mamoru Miyano, doppiatore, attore e cantante giapponese
- 8 giugno - Morten Nordstrand, ex calciatore danese
- 8 giugno - Kim Stolz, conduttrice televisiva e modella statunitense
- 8 giugno - Mark Worthington, ex cestista e allenatore di pallacanestro australiano
- 8 giugno - Barbara Wrońska, cantante polacca
- 9 giugno - Firas Al-Khatib, allenatore di calcio e ex calciatore siriano
- 9 giugno - Justin Benson e Aaron Moorhead, produttore cinematografico, regista e montatore statunitense
- 9 giugno - Alektra Blue, attrice pornografica statunitense
- 9 giugno - Jaime Bragança, ex calciatore portoghese
- 9 giugno - Jacques Burger, ex rugbista a 15 namibiano
- 9 giugno - Erin Cafaro, canottiera statunitense
- 9 giugno - Joshua Cribbs, giocatore di football americano statunitense
- 9 giugno - Salvatore Ferraro, ex calciatore italiano
- 9 giugno - Sergio García de la Fuente, ex calciatore spagnolo
- 9 giugno - Emil Hedvall, ex calciatore svedese
- 9 giugno - Dwayne Jones, ex cestista e allenatore di pallacanestro statunitense
- 9 giugno - Vlade Lazarevski, ex calciatore macedone
- 9 giugno - Marina Lizorkina, cantante e pittrice russa
- 9 giugno - Óscar Soto, pentatleta messicano
- 9 giugno - Olympe de G., regista francese
- 9 giugno - Jenly Tegu Wini, sollevatrice salomonese
- 9 giugno - Richard Wigglesworth, allenatore di rugby a 15 e rugbista a 15 inglese
- 9 giugno - Teodora di Grecia, principessa greca
- 10 giugno - Nick Adams, attore, cantante e ballerino statunitense
- 10 giugno - Chase Blackburn, giocatore di football americano statunitense
- 10 giugno - Pedro Cunha, giocatore di beach volley brasiliano
- 10 giugno - Matt Fradd, scrittore australiano
- 10 giugno - Walt Harris, artista marziale misto statunitense
- 10 giugno - Kees Kwakman, ex calciatore olandese
- 10 giugno - Ekaterina Lobaznjuk, ex ginnasta russa
- 10 giugno - Nélson Marcos, ex calciatore capoverdiano
- 10 giugno - José Martínez Cervera, ex calciatore spagnolo
- 10 giugno - Leelee Sobieski, attrice statunitense
- 10 giugno - Niccolò Squarcina, ex cestista italiano
- 10 giugno - Polina Stručkova, pentatleta russa
- 10 giugno - Cam Weaver, ex calciatore statunitense
- 10 giugno - Kyle Williams, ex giocatore di football americano statunitense
- 10 giugno - Federico Zanandrea, doppiatore, direttore del doppiaggio e attore italiano
- 10 giugno - Thomas Zangerl, sciatore freestyle austriaco
- 10 giugno - Steve von Bergen, dirigente sportivo e ex calciatore svizzero
- 11 giugno - Huw Bennett, rugbista a 15 britannico
- 11 giugno - Jorsua Chambers, ex cestista panamense
- 11 giugno - Dub FX, musicista australiano
- 11 giugno - Dominik Graňák, hockeista su ghiaccio slovacco
- 11 giugno - Brad Greene, wrestler statunitense
- 11 giugno - Chuck Hayes, ex cestista statunitense
- 11 giugno - Greg Holmes, rugbista a 15 australiano
- 11 giugno - Ekaterina Jur'eva, ex biatleta russa
- 11 giugno - Denïs Malïnïn, ex calciatore kazako
- 11 giugno - Wynand Olivier, ex rugbista a 15 sudafricano
- 11 giugno - Yoshiaki Ōta, ex calciatore giapponese
- 11 giugno - Łukasz Pawłowski, canottiere polacco
- 11 giugno - José Reyes, ex giocatore di baseball dominicano
- 11 giugno - 2 Pistols, rapper statunitense
- 11 giugno - Seo Ho-jin, ex pattinatore di short track sudcoreano
- 11 giugno - Kei Yamaguchi, ex calciatore giapponese
- 12 giugno - Bryan Habana, ex rugbista a 15 sudafricano
- 12 giugno - Ben Heine, artista belga
- 12 giugno - Osbaldo Lastra, ex calciatore ecuadoriano
- 12 giugno - Lee Hye-sun, schermitrice sudcoreana
- 12 giugno - Siobhan Marshall, attrice neozelandese
- 12 giugno - Djamel Mehnane, attore e cantante francese
- 12 giugno - Anja Rubik, supermodella polacca
- 12 giugno - Christine Sinclair, ex calciatrice canadese
- 13 giugno - Salman Ahmed Al Ansari, ex calciatore qatariota
- 13 giugno - Jérémy Blayac, ex calciatore francese
- 13 giugno - Francesco Conti, ex cestista e allenatore di pallacanestro italiano
- 13 giugno - Abbas Ahmed Khamis, calciatore bahreinita
- 13 giugno - Rebeca Linares, ex attrice pornografica spagnola
- 13 giugno - Matthew Mendy, ex calciatore gambiano
- 13 giugno - Steve Novak, ex cestista statunitense
- 13 giugno - Gonzalo Padró, ex rugbista a 15 argentino
- 13 giugno - Jason Spezza, hockeista su ghiaccio canadese
- 14 giugno - Trevor Barry, altista bahamense
- 14 giugno - Alejandro Carmona, cestista portoricano
- 14 giugno - Daniele Cinciarini, cestista italiano
- 14 giugno - Torrance Coombs, attore canadese
- 14 giugno - Louis Garrel, attore, regista e sceneggiatore francese
- 14 giugno - Mattia Gavazzi, ex ciclista su strada italiano
- 14 giugno - Giovanna Iacono, politica italiana
- 14 giugno - Sjarhej Karnilenka, allenatore di calcio e ex calciatore bielorusso
- 14 giugno - Şebnem Kimyacıoğlu, ex cestista statunitense
- 14 giugno - Hiroaki Kuzuhara, pilota motociclistico giapponese
- 14 giugno - James Moga, ex calciatore sudanese
- 14 giugno - Emanuel Perrone, ex calciatore argentino
- 14 giugno - Stéphane Suédile, ex calciatore francese
- 14 giugno - Fiona Vroom, attrice canadese
- 14 giugno - Vol'ha Zjuz'kova, cestista bielorussa
- 15 giugno - Kristin Amparo, cantante colombiana
- 15 giugno - Derek Anderson, ex giocatore di football americano statunitense
- 15 giugno - Greg Brunner, ex cestista statunitense
- 15 giugno - Cho Eun-ju, modella sudcoreana
- 15 giugno - Eloy Colombano, ex calciatore argentino
- 15 giugno - Julia Fischer, violinista tedesca
- 15 giugno - Diego Fusaro, opinionista e saggista italiano
- 15 giugno - Han Duan, ex calciatrice cinese
- 15 giugno - Mike Harris, cestista statunitense
- 15 giugno - Laura Imbruglia, cantante e chitarrista australiana
- 15 giugno - Joshua McGuire, schermidore canadese
- 15 giugno - M'bar N'Diaye, taekwondoka francese
- 15 giugno - Valeryj Pryemka, schermidore bielorusso
- 15 giugno - Michael Prysner, politico e attivista statunitense
- 15 giugno - Rubén Sellés, allenatore di calcio spagnolo
- 16 giugno - Iago Bouzón, ex calciatore spagnolo
- 16 giugno - Armend Dallku, allenatore di calcio e ex calciatore albanese
- 16 giugno - Verónica Echegui, attrice spagnola
- 16 giugno - Michele Giuliani, karateka italiano
- 16 giugno - Olivia Hack, attrice e doppiatrice statunitense
- 16 giugno - Mojtaba Jabbari, allenatore di calcio e ex calciatore iraniano
- 16 giugno - Maciej Kacer, pentatleta polacco
- 16 giugno - Daniele Munari, ex combinatista nordico italiano
- 16 giugno - Daniel Nwoke, ex calciatore nigeriano
- 16 giugno - Vitalij Popkov, ex pistard e ciclista su strada ucraino
- 16 giugno - Poulidor Toto, calciatore francese
- 16 giugno - Jeymmy Vargas, modella colombiana
- 16 giugno - Klim Šipenko, regista russo
- 17 giugno - Arnaud Balijon, calciatore francese
- 17 giugno - Erica Boschiero, cantautrice italiana
- 17 giugno - Bruno Manuel Araújo Braga, ex calciatore portoghese
- 17 giugno - Marcos Camozzato, ex calciatore brasiliano
- 17 giugno - Gary Chathuant, cestista francese
- 17 giugno - Manish Dayal, attore statunitense
- 17 giugno - Kehinde Fadipe, attrice nigeriana
- 17 giugno - Jordi Grimau, dirigente sportivo e ex cestista spagnolo
- 17 giugno - Andreu Guerao, ex calciatore spagnolo
- 17 giugno - Mickey Guyton, cantante statunitense
- 17 giugno - Kristin Haynie, ex cestista e allenatrice di pallacanestro statunitense
- 17 giugno - Michael Hicks, cestista statunitense
- 17 giugno - Suvi Isotalo, cantante finlandese
- 17 giugno - Shunsuke Kazama, attore e doppiatore giapponese
- 17 giugno - Kazunari Ninomiya, cantautore, attore e doppiatore giapponese
- 17 giugno - Donny Robinson, ciclista di BMX statunitense
- 17 giugno - Lee Ryan, cantante e doppiatore britannico
- 18 giugno - Yannick Bazin, pallavolista francese
- 18 giugno - Guilbaut Colas, ex sciatore freestyle francese
- 18 giugno - Matías Degra, ex calciatore argentino
- 18 giugno - Markus Felfernig, ex calciatore austriaco
- 18 giugno - Antonio Floro Flores, allenatore di calcio e ex calciatore italiano
- 18 giugno - Đorđe Lazić, ex calciatore serbo
- 18 giugno - Christian Jorge Martínez, calciatore cileno
- 18 giugno - Johan Nicodemi, giocatore di beach soccer francese
- 18 giugno - Miladin Peković, ex cestista serbo
- 18 giugno - Philipp Poisel, cantante, chitarrista e percussionista tedesco
- 18 giugno - Liz Solari, modella, attrice e conduttrice televisiva argentina
- 19 giugno - Gregor Arbet, ex cestista e dirigente sportivo estone
- 19 giugno - Jevhen Čeberjačko, ex calciatore ucraino
- 19 giugno - Lisa Hanawalt, fumettista, illustratrice e produttrice televisiva statunitense
- 19 giugno - Liu Nannan, ex tennista cinese
- 19 giugno - Tanja Mihhailova, cantante estone
- 19 giugno - Rodrigo Moreira, imprenditore e modello ecuadoriano
- 19 giugno - Milan Petržela, calciatore ceco
- 19 giugno - Mark Selby, giocatore di snooker inglese
- 19 giugno - Elisabetta Stefanini, atleta paralimpica italiana
- 19 giugno - Aidan Turner, attore irlandese
- 19 giugno - Paweł Woicki, pallavolista polacco
- 20 giugno - Zoran Belošević, ex calciatore serbo
- 20 giugno - Josh Childress, ex cestista statunitense
- 20 giugno - Patrisse Cullors, attivista e artista statunitense
- 20 giugno - Leroy Dixon, velocista statunitense
- 20 giugno - Radek Dosoudil, calciatore ceco
- 20 giugno - Z'micer Ljancėvič, ex calciatore e allenatore di calcio bielorusso
- 20 giugno - Ignatiy Nesterov, ex calciatore uzbeko
- 20 giugno - Juan Pablo Orlandi, ex rugbista a 15 argentino
- 20 giugno - Jozef Piaček, ex calciatore slovacco
- 20 giugno - Grace Potter, cantautrice e musicista statunitense
- 20 giugno - Illiasu Shilla, ex calciatore ghanese
- 20 giugno - Ben Smith, ex rugbista a 15 neozelandese
- 20 giugno - Darren Sproles, ex giocatore di football americano statunitense
- 20 giugno - Eduard Tanushi, ex calciatore albanese
- 20 giugno - Bill Thomas, ex hockeista su ghiaccio statunitense
- 20 giugno - Vilmos Vanczák, allenatore di calcio e ex calciatore ungherese
- 20 giugno - Zhao Peng, ex calciatore cinese
- 21 giugno - Jordan Brady, ex cestista e allenatore di pallacanestro statunitense
- 21 giugno - Alessandro Franceschini, pallavolista italiano
- 21 giugno - Eduardo Hernández-Sonseca, ex cestista spagnolo
- 21 giugno - Lorenzo Illuzzi, ex arbitro di calcio italiano
- 21 giugno - Yūya Ishii, regista, sceneggiatore e editore giapponese
- 21 giugno - Michael Malarkey, attore e compositore statunitense
- 21 giugno - Carlota Olcina, attrice, ballerina e modella spagnola
- 21 giugno - Ronnie Price, ex cestista statunitense
- 21 giugno - Bjørn Helge Riise, ex calciatore norvegese
- 21 giugno - Edward Snowden, informatico e attivista statunitense
- 22 giugno - Ágatha Bednarczuk, giocatrice di beach volley brasiliana
- 22 giugno - Giacomo Bevilacqua, fumettista italiano
- 22 giugno - Gaspare Bitetto, scrittore, conduttore radiofonico e autore televisivo italiano
- 22 giugno - Bethe Correia, artista marziale misto brasiliano
- 22 giugno - Emiliano Díaz, allenatore di calcio e ex calciatore argentino
- 22 giugno - Ayumi Fukushima, danzatrice e insegnante giapponese
- 22 giugno - Yūki Kamatani, fumettista giapponese
- 22 giugno - Ayako Kitamoto, ex calciatrice giapponese
- 22 giugno - Bilal Kısa, ex calciatore turco
- 22 giugno - Lü Yuanyang, ginnasta cinese
- 22 giugno - Adrian Pukanyč, calciatore ucraino
- 22 giugno - Allar Raja, canottiere estone
- 22 giugno - José Rotella, giocatore di calcio a 5 paraguaiano
- 22 giugno - Jérémy Roy, ex ciclista su strada e ciclocrossista francese
- 22 giugno - Christine Sponring, ex sciatrice alpina austriaca
- 22 giugno - Deanna Stellato-Dudek, pattinatrice artistica su ghiaccio statunitense
- 22 giugno - Silje Vesterbekkmo, ex calciatrice norvegese
- 22 giugno - Nuno Viveiros, ex calciatore portoghese
- 22 giugno - Taniela Waqa, calciatore figiano
- 22 giugno - Todd Watkins, giocatore di football americano statunitense
- 22 giugno - Thomas M. Wright, attore australiano
- 22 giugno - Antônio Carlos dos Santos Aguiar, ex calciatore brasiliano
- 23 giugno - Kari Arkivuo, ex calciatore finlandese
- 23 giugno - Pawo Choyning Dorji, regista, sceneggiatore e produttore cinematografico bhutanese
- 23 giugno - Marco Galati, giocatore di calcio a 5 italiano
- 23 giugno - Vincent Gragnic, ex calciatore francese
- 23 giugno - Juho Mäkelä, ex calciatore finlandese
- 23 giugno - Christelle N'Garsanet, ex cestista e allenatrice di pallacanestro ivoriana
- 23 giugno - Michalīs Polytarchou, cestista greco
- 23 giugno - Damir Rančić, ex cestista e allenatore di pallacanestro croato
- 23 giugno - Brandi Rhodes, wrestler statunitense
- 23 giugno - José Manuel Rojas, ex calciatore cileno
- 23 giugno - Tereza Srbova, attrice e modella ceca
- 23 giugno - Rade Đokić, ex calciatore bosniaco
- 24 giugno - Alberto II di Thurn und Taxis, nobile e pilota automobilistico tedesco
- 24 giugno - Juan Luis Barrios, mezzofondista e maratoneta messicano
- 24 giugno - John Lloyd Cruz, attore e modello filippino
- 24 giugno - Shermain Jeremy, modella antiguo-barbudana
- 24 giugno - Ariel Kenig, scrittore e drammaturgo francese
- 24 giugno - Jan Kjell Larsen, ex calciatore norvegese
- 24 giugno - Jasmin Moghbeli, astronauta statunitense
- 24 giugno - Sofía Mulánovich, surfista peruviana
- 24 giugno - Gianni Munari, dirigente sportivo e ex calciatore italiano
- 24 giugno - Candice Prévost, ex calciatrice francese
- 24 giugno - David Seymour, politico neozelandese
- 24 giugno - Valeria Spälty, giocatrice di curling svizzera
- 24 giugno - Ivan Stevanović, ex calciatore serbo
- 24 giugno - Haley Stevens, politica statunitense
- 24 giugno - Oz Zehavi, attore israeliano
- 24 giugno - Kenny van Hoevelen, calciatore belga
- 25 giugno - Eman, cantante italiano
- 25 giugno - Alani "La La" Anthony, personaggio televisivo, produttrice televisiva e attrice statunitense
- 25 giugno - Cristian Baroni, ex calciatore brasiliano
- 25 giugno - Gunnar Braito, ex hockeista su ghiaccio italiano
- 25 giugno - Salvatore Carbone, rugbista a 15 italiano
- 25 giugno - Pegah Ferydoni, attrice iraniana
- 25 giugno - Daniele Gastaldello, allenatore di calcio e ex calciatore italiano
- 25 giugno - Marc Janko, ex calciatore austriaco
- 25 giugno - Marcin Kikut, ex calciatore polacco
- 25 giugno - Cleo, cantante polacca
- 25 giugno - Pavel Mezlík, calciatore ceco
- 25 giugno - Jovani, produttore discografico, disc jockey e conduttore televisivo lituano
- 25 giugno - Tommaso Paradiso, cantautore italiano
- 25 giugno - Yassir Raad, calciatore iracheno
- 25 giugno - Ljubov' Šutova, schermitrice russa
- 26 giugno - Toyonoshima Daiki, lottatore di sumo giapponese
- 26 giugno - Lamees Dhaif, giornalista bahreinita
- 26 giugno - Pavel Fořt, ex calciatore ceco
- 26 giugno - Torin Francis, ex cestista statunitense
- 26 giugno - Yannick Gozzoli, scacchista francese
- 26 giugno - Caroline Guérin, attrice francese
- 26 giugno - Alhassane Keita, ex calciatore guineano
- 26 giugno - Alsény Keita, ex calciatore guineano
- 26 giugno - Ervis Kraja, allenatore di calcio e ex calciatore albanese
- 26 giugno - Antoni Łukasiewicz, ex calciatore polacco
- 26 giugno - Felipe Melo, ex calciatore brasiliano
- 26 giugno - Elena Meuti, altista italiana
- 26 giugno - Sebastián Rocco, calciatore cileno
- 26 giugno - Antonio Rosati, allenatore di calcio e ex calciatore italiano
- 26 giugno - Giuseppe Sanfelice, attore italiano
- 27 giugno - Alsou, cantante russa
- 27 giugno - Ibrahim Al-Ghanim, calciatore qatariota
- 27 giugno - Laura Benko, ex cestista italiana
- 27 giugno - Mickey Bey, pugile statunitense
- 27 giugno - Monia Chokri, attrice canadese
- 27 giugno - Nate Gerwig, ex cestista statunitense
- 27 giugno - Pavel Hašek, calciatore ceco
- 27 giugno - Ashley Hinson, politica statunitense
- 27 giugno - Daniel Ivanovski, ex calciatore macedone
- 27 giugno - Jim Johnson, giocatore di baseball statunitense
- 27 giugno - Henry Kapkiai, ex maratoneta keniota
- 27 giugno - Riccardo Nardini, calciatore italiano
- 27 giugno - John Rankin, allenatore di calcio e ex calciatore scozzese
- 27 giugno - Giuseppe Russo, ex calciatore italiano
- 27 giugno - Evan Taubenfeld, cantautore e chitarrista statunitense
- 27 giugno - Rachael Vanderwal, ex cestista canadese
- 27 giugno - Morgan White, ex ginnasta statunitense
- 27 giugno - Davide Zanichelli, politico italiano
- 28 giugno - Georgi Andonov, ex calciatore bulgaro
- 28 giugno - Alexander Borromeo, ex calciatore filippino
- 28 giugno - Rainer Eitzinger, ex tennista austriaco
- 28 giugno - Lars-Kristian Eriksen, ex calciatore norvegese
- 28 giugno - Juraj Halenár, calciatore slovacco († 2018)
- 28 giugno - Dmitrij Olegovič Jakovenko, scacchista russo
- 28 giugno - Kim Young-kwang, ex calciatore sudcoreano
- 28 giugno - Dorge Kouemaha, ex calciatore camerunese
- 28 giugno - Reynald Lemaître, ex calciatore francese
- 28 giugno - Chun Shu, scrittrice e poetessa cinese
- 28 giugno - Luciléia, giocatrice di calcio a 5 brasiliana
- 28 giugno - Thomas Nigg, ex calciatore liechtensteinese
- 28 giugno - Magnar Nordtun, giocatore di calcio a 5 e ex calciatore norvegese
- 28 giugno - Aleksej Petuchov, fondista russo
- 28 giugno - Jörg Ritzerfeld, ex saltatore con gli sci tedesco
- 28 giugno - Sergej Sergeev, ex giocatore di calcio a 5 russo
- 28 giugno - Eliza Swenson, attrice, scenografa e cantante statunitense
- 29 giugno - Luca Ascani, ex ciclista su strada italiano
- 29 giugno - Marcel Ewald, lottatore tedesco
- 29 giugno - Aundrea Fimbres, cantante e ballerina statunitense
- 29 giugno - Jimmy Gopperth, rugbista a 15 neozelandese
- 29 giugno - Il'ja Jašin, politico russo
- 29 giugno - Jesse Kongos, batterista e cantante sudafricano
- 29 giugno - Gabriele Rubini, cuoco e personaggio televisivo italiano
- 29 giugno - Miguel Weber, ex giocatore di calcio a 5 brasiliano
- 30 giugno - 'Abdul Malik Bolkiah, principe bruneiano
- 30 giugno - Marcus Burghardt, ex ciclista su strada tedesco
- 30 giugno - Cheryl, cantante, attrice e personaggio televisivo britannica
- 30 giugno - Dmytro Dem"janjuk, altista ucraino
- 30 giugno - Juan Manuel López, pugile portoricano
- 30 giugno - Cyprian Ngidi, canoista sudafricano
- 30 giugno - Angela Sarafyan, attrice armena
- 30 giugno - Katarzyna Skowrońska, ex pallavolista polacca
- 30 giugno - Patrick Wolf, musicista britannico